# Caca
Caca era la sorella del gigante Caco, anch'essa figlia di Vulcano.
Fu la rivelatrice del nascondiglio dei buoi di Ercole nascosti da Caco, tradendo in questo modo la fiducia del fratello, e consentendone la sua uccisione.
Venerata con culto divino, aveva anche un fuoco sacro sempre acceso in suo onore.